# Чикаша (Оклахома)
Чикаша (англ. Chickasha) — місто (англ. city) в США, в окрузі Грейді штату Оклахома. Населення — 16 051 особа (2020).

## Географія
Чикаша розташована за координатами 35°2′26″ пн. ш. 97°56′50″ зх. д. / 35.04056° пн. ш. 97.94722° зх. д. (35.040543, -97.947173).  За даними Бюро перепису населення США в 2010 році місто мало площу 57,18 км², з яких 57,05 км² — суходіл та 0,12 км² — водойми.

### Клімат
| Клімат : Чикаша         | Клімат : Чикаша | Клімат : Чикаша | Клімат : Чикаша | Клімат : Чикаша | Клімат : Чикаша | Клімат : Чикаша | Клімат : Чикаша | Клімат : Чикаша | Клімат : Чикаша | Клімат : Чикаша | Клімат : Чикаша | Клімат : Чикаша        | Клімат : Чикаша |
| Показник                | Січ.            | Лют.            | Бер.            | Квіт.           | Трав.           | Черв.           | Лип.            | Серп.           | Вер.            | Жовт.           | Лист.           | Груд.                  | Рік             |
| Абсолютний максимум, °C | 30,6            | 33,3            | 36,7            | 36,7            | 38,9            | 43,3            | 46,7            | 46,7            | 42,8            | 38,3            | 31,7            | 28,9                   | 46,7            |
| Середній максимум, °C   | 10,6            | 13,3            | 18,3            | 23,3            | 26,7            | 32,2            | 35,0            | 35,6            | 31,1            | 25,0            | 17,2            | 11,1                   | 23,3            |
| Середній мінімум, °C    | −2,2            | −0,6            | 3,9             | 9,4             | 14,4            | 19,4            | 21,7            | 21,1            | 16,7            | 10,0            | 3,3             | −1,1                   | 9,7             |
| Абсолютний мінімум, °C  | −23,9           | −23,3           | −22,2           | −6,1            | −2,8            | 7,2             | 11,1            | 6,1             | 1,1             | −10,6           | −13,3           | {{{Dec record low C}}} | −23,9           |
| Норма опадів, мм        | 30              | 30              | 51              | 86              | 137             | 99              | 61              | 61              | 81              | 79              | 41              | 36                     | 792             |
| Днів з дощем            | 3,2             | 3,2             | 4,8             | 6,4             | 7,3             | 6,6             | 4,8             | 4,8             | 5,2             | 5,2             | 3,2             | 3,6                    | 58,3            |
| Вологість повітря, %    | 70              | 69              | 62              | 62              | 71              | 69              | 67              | 64              | 63              | 65              | 63              | 67                     | 66              |
| ----------------------- | --------------- | --------------- | --------------- | --------------- | --------------- | --------------- | --------------- | --------------- | --------------- | --------------- | --------------- | ---------------------- | --------------- |
| Джерело: weather.com    |                 |                 |                 |                 |                 |                 |                 |                 |                 |                 |                 |                        |                 |

## Демографія
Згідно з переписом 2010 року, у місті мешкало 16 036 осіб у 6374 домогосподарствах у складі 3898 родин. Густота населення становила 280 осіб/км².  Було 7380 помешкань (129/км²).
Расовий склад населення:
| - 80,0 % — білих - 7,1 % — чорних або афроамериканців - 4,8 % — корінних американців - 0,5 % — азіатів - 0,1 % — вихідців з тихоокеанських островів - 2,1 % — осіб інших рас |

До двох чи більше рас належало 5,4 %. Частка іспаномовних становила 6,5 % від усіх жителів.
За віковим діапазоном населення розподілялося таким чином: 22,8 % — особи молодші 18 років, 61,9 % — особи у віці 18—64 років, 15,3 % — особи у віці 65 років та старші. Медіана віку мешканця становила 36,0 року. На 100 осіб жіночої статі у місті припадало 91,9 чоловіків;  на 100 жінок у віці від 18 років та старших — 87,3 чоловіків також старших 18 років.
Середній дохід на одне домашнє господарство  становив 52 738 доларів США (медіана — 40 811), а середній дохід на одну сім'ю — 61 820 доларів (медіана — 48 882). Медіана доходів становила 39 433 долари для чоловіків та 26 820 доларів для жінок. За межею бідності перебувало 18,4 % осіб, у тому числі 27,0 % дітей у віці до 18 років та 10,1 % осіб у віці 65 років та старших.
Цивільне працевлаштоване населення становило 7002 особи. Основні галузі зайнятості: освіта, охорона здоров'я та соціальна допомога — 24,2 %, роздрібна торгівля — 13,4 %, виробництво — 12,0 %.